# باشگاه فوتبال ماین رود
باشگاه فوتبال ماین رود (به انگلیسی: Maine Road Football Club) یک باشگاه فوتبال در شهر چورلتون کام هاردی، کشور انگلستان است که در سال ۱۹۵۵ میلادی تأسیس شده‌است.